# Кардинал-дьякон
Кардина́л-дья́кон или кардинал-диакон — самая низшая ступень из трёх ступеней кардинальского достоинства Римско-католической церкви. Кардиналы, возведённые в сан кардиналов-дьяконов, являются либо должностными лицами Римской курии либо священниками, возведёнными в сан после их восьмидесятилетия. Епископы с пастырскими обязанностями возведены в кардиналы-священники.

## История
Первоначально титул кардинала-дьякона получали наблюдатели за работами церквей в различных районах Рима.
До 1918 года можно было стать кардиналом-дьяконом, не имея священнического сана. Стать кардиналом-священником мог только священник, а кардиналом-епископом — только епископ.
После 1918 года было установлено, что все кардиналы, даже кардиналы-дьяконы, должны быть священниками, а с 1962 года все кардиналы должны быть в епископском сане, за редкими исключениями, когда разрешалось человеку, ставшему кардиналом в преклонном возрасте, не становиться епископом (например, кардинал Роберто Туччи).
Согласно декрету 1587 году, изданному папой Сикстом V, было установлено максимальное число кардиналов-дьяконов в Священной Коллегии Кардиналов. До 1958 года их было четырнадцать, но при Иоанне XXIII и Павле VI их число увеличилось. В 2025 году 33 кардинала-дьякона. После того, как прелат в течение десяти лет был кардиналом-дьяконом, он становится кардиналом-священником.

## Сегодняшний день
Сегодня, согласно канону 351 ККП определённо требуется, чтобы кардинал был по крайней мере в сане священника в своем назначении, а те кто не является епископом, должен получить епископскую ординацию, или получить особое разрешение (диспенсацию) от папы римского, чтобы не быть посвящённым в епископа. Большинство этих разрешений давалось выдающимся богословам, которые являются священниками. Так, подобное разрешение было представлено в 2001 году ныне скончавшемуся Эвери Даллесу. Хотя он и не был епископом, а также не мог быть назначен ни на одну из субурбикарных епархий, он имел право носить епископские одеяния и другие pontificalia (епископские регалии: митру, епископские посох, нагрудной крест и перстень) и обладать кардинальским гербом.
Когда кардинал-дьякон не участвует в мессе, но все ещё служит и исполняет некоторые литургические функции, например: преподания папского благословения Urbi et Orbi и в некоторых моментах на Вселенских соборах, кардиналы-дьяконы могут быть облачены в далматики, и они должным быть в простой белой митре.
Главой кардиналов-дьяконов является кардинал-протодьякон (то есть старший кардинал-дьякон во порядке назначения в Коллегии кардиналов) — ныне (2025 год) это французский кардинал Доминик Мамберти .

## Ныне живущие кардиналы-дьяконы
Ниже представлен список ныне живущих кардиналов-дьяконов в порядке старшинства по возведению в сан.
1. Кардинал-дьякон с титулярной диаконией Санто-Спирито-ин-Сассья Доминик Мамберти — кардинал-протодьякон;
2. Кардинал-дьякон с титулярной диаконией Санта-Мария-делле-Грацие-алле-Форначи-фуори-Порта-Кавалледжери Марио Дзенари;
3. Кардинал-дьякон с титулярной диаконией Сан-Джулиано-Мартире Кевин Фаррелл;
4. Кардинал-дьякон с титулярной диаконией Санта-Мария-делла-Скала Эрнест Симони;
5. Кардинал-дьякон с титулярной диаконией Сант-Иньяцио-ди-Лойола-а-Кампо-Марцо Луис Ладария Феррер;
6. Кардинал-дьякон с титулярной диаконией Сан-Лино Джованни Анджело Беччу;
7. Кардинал-дьякон с титулярной диаконией Санта-Мария-Иммаколата аль’Эсквилино Конрад Краевский;
8. Кардинал-дьякон с титулярной диаконией Санта-Лючия-дель-Гонфалоне Акилино Бокос Мерино;
9. Кардинал-дьякон с титулярной диаконией Санти-Доменико-э-Систо Жозе Толентину Мендонса;
10. Кардинал-дьякон с титулярной диаконией Сан-Микеле-Арканджело Майкл Черни;
11. Кардинал-дьякон с титулярной диаконией Санта-Мария-ин-Портика-Кампителли Майкл Фицджеральд;
12. Кардинал-дьякон с титулярной диаконией Санти-Козма-э-Дамиано Марио Грек;
13. Кардинал-дьякон с титулярной диаконией Санта-Мария-ин-Домника Марчелло Семераро;
14. Кардинал-дьякон с титулярной диаконией Сантиссими-Номе-ди-Мария-аль-Форо-Трайано Мауро Гамбетти;
15. Кардинал-дьякон с титулярной диаконией Сан-Никола-ин-Карчере Сильвано Мария Томази;
16. Кардинал-дьякон с титулярной диаконией Сант-Аполлинаре-алле-Терме-Нерониане-Алессандрине Раньеро Канталамесса;
17. Кардинал-дьякон с титулярной диаконией Санта-Мария-дель-Дивино-Аморе-а-Кастель-ди-Лева Энрико Ферочи.
18. Кардинал-дьякон с титулярной диаконией Сан-Саба Артур Роше;
19. Кардинал-дьякон с титулярной диаконией Джезу-Буон-Пасторе-алла-Монтальола Лазарус Ю Хын Сик;
20. Кардинал-дьякон с титулярной диаконией Санта-Мария-делла-Мерчеде-э-Сант-Адриано-а-Вилла-Альбани Фернандо Вергес Альсага;
21. Кардинал-дьякон с титулярной диаконией Сантиссимо-Номе-ди-Джезу Джанфранко Гирланда;
22. Кардинал-дьякон с титулярной диаконией Санта-Мария-ин-Виа-Лата Фортунато Фрецца;
23. Кардинал-дьякон с титулярной диаконией Сант-Амброджо-делла-Массима Клаудио Гуджеротти;
24. Кардинал-дьякон с титулярной диаконией Санти-Урбано-э-Лоренцо-а-Прима-Порта Виктор Мануэль Фернандес;
25. Кардинал-дьякон с титулярной диаконией Сан-Джузеппе-ин-виа-Трионфале Эмиль-Поль Шерриг;
26. Кардинал-дьякон с титулярной диаконией Сан-Бенедетто-фуори-Порта-Сан-Паоло Кристоф Пьер;
27. Кардинал-дьякон с титулярной диаконией Санта-Мария-Аусилиатриче-ин-виа-Тусколана Анхель Фернандес Артиме;
28. Кардинал-дьякон с титулярной диаконией Санта-Мария-Горетти Агостино Маркетто;
29. Кардинал-дьякон с титулярной диаконией Санти-Анджели-Кустоди-а-Читта-Джардино Анджело Ачерби;
30. Кардинал-дьякон с титулярной диаконией Сант-Эустакьо Роландас Макрицкас;
31. Кардинал-дьякон с титулярной диаконией Сантиссими-Номи-ди-Джезу-э-Мария-ин-виа-Лата Тимоти Питер Джозеф Рэдклифф;
32. Кардинал-дьякон с титулярной диаконией Сан-Филиппо-Нери-ин-Эурозия Фабио Баджо;
33. Кардинал-дьякон с титулярной диаконией Сан-Антонио-ди-Падова-а-Чирконваллационе-Аппиа Джордж Джейкоб Кувакад.